# خشایارشا، پادشاه سوفن
خشایارشا (یونانی باستان: Ξέρξης: Ξέρξης ؛پارسی باستان: 𐎧𐏁𐎹𐎠𐎼𐏁𐎠) از ۲۲۸ تا ۲۱۲ پیش از میلاد پادشاه سوفن و کوماژن بود. او پسر و جانشین آرشام یکم بود.

## نام‌شناسی
Xérxēs (Ξέρξης) آوانویسی یونانی و لاتین (Xerxes, Xerses) از Xšaya-ṛšā («حکومت بر قهرمانان») ایرانی باستان است که نامی رایج در میان فرمانروایان شاهنشاهی هخامنشی ایران است. نام خشایارشا از دو بخش «خشای» به معنای «فرمان‌روا» و «آرشا» به‌معنای «قهرمان، مرد» پدید آمده است. معنای این نام می‌تواند «کسی که در میان شاهان پهلوان است» یا فرمانروای قهرمانان باشد.

## حکومت
خشایارشا متعلق به دودمان اروندی ایرانی‌تبار بود. پدرش آرشام یکم بود که بر سوفن، کوماژن و احتمالاً ارمنستان فرمانروایی کرد. خشایارشا در سال ۲۲۸ پیش از میلاد به عنوان فرمانروای سوفن و کوماژن جانشین پدرش شد، در حالی که برادرش یرواند چهارم بر ارمنستان حکومت کرد. در سال ۲۲۳ پیش از میلاد، چندین ساتراپ سلوکی علیه پادشاه آنتیوخوس سوم شورش کردند، از جمله آرته‌بازان (آتورپاتکان)، مولون (ماد)، اسکندر (پارس)، و آخائوس (آسیای صغیر). تا سال ۲۲۰ پیش از میلاد آنتیوخوس اکثر شورش‌ها را سرکوب کرد. با این حال، آخائوس تا سال ۲۱۳ پیش از میلاد شکست نخورد.
این شورش‌ها به توضیح سیاست تهاجمی بعدی آنتیوخوس در قبال ساتراپ خود خشایارشا کمک می‌کند. تا سال ۲۱۲ پیش از میلاد، آنتیوخوس سوم به قلمرو خشایارشا حمله کرد و پس از محاصره شهر آرشام‌شاد، او را شکست داد. اندکی بعد آنتیوخوس سوم ترتیبی داد تا خشایارشا با خواهرش آنتیوخیس ازدواج کند. با این حال، در همان سال او ترتیبی داد که شوهر جدیدش را ترور کنند، زیرا فکر می‌کرد که برادرش می‌تواند کنترل سوفن را در دست بگیرد. معلوم نیست که آیا خشایارشا تا زمان ترورش همچنان بر کوماژن حکومت می‌کرد یا خیر.